# 莫妮卡·韦特斯特伦
莫妮卡·韦特斯特伦（瑞典語：Monica Wetterström，？—），瑞典女子田径运动员。她曾代表瑞典参加1992年夏季残疾人奥林匹克运动会田径比赛，获得三枚银牌和一枚铜牌。